# Lijst van voetbalinterlands Andorra - Malta
Deze lijst van voetbalinterlands is een overzicht van alle officiële voetbalwedstrijden tussen de nationale teams van Andorra en Malta. De landen hebben tot op heden zes keer tegen elkaar gespeeld. De eerste ontmoeting, een vriendschappelijke wedstrijd, was in Ta' Qali op 8 februari 2000. Het laatste duel, een groepswedstrijd tijdens de UEFA Nations League 2024/25, vond plaats op 19 november 2024 in Ta' Qali.

## Wedstrijden
| № | Plaats           | Datum             | Competitie                  | Wedstrijd       | Uitslag |
| - | ---------------- | ----------------- | --------------------------- | --------------- | ------- |
| 1 | Ta' Qali         | 8 februari 2000   | Vriendschappelijk           | Malta − Andorra | 1 − 1   |
| 2 | Ta' Qali         | 27 maart 2002     | Vriendschappelijk           | Malta − Andorra | 1 − 1   |
| 3 | Andorra la Vella | 10 oktober 2020   | UEFA Nations League 2020/21 | Andorra − Malta | 0 − 0   |
| 4 | Ta' Qali         | 14 november 2020  | UEFA Nations League 2020/21 | Malta − Andorra | 3 − 1   |
| 5 | Andorra la Vella | 10 september 2024 | UEFA Nations League 2024/25 | Andorra − Malta | 0 − 1   |
| 6 | Ta' Qali         | 19 november 2024  | UEFA Nations League 2024/25 | Malta − Andorra | 0 − 0   |

## Samenvatting
| Competitie          | Totaal gespeeld | Winst Andorra | Gelijk | Winst Malta | Doelsaldo Andorra – Malta |
| ------------------- | --------------- | ------------- | ------ | ----------- | ------------------------- |
| UEFA Nations League | 4               | 0             | 2      | 2           | 1 − 4                     |
| Vriendschappelijk   | 2               | 0             | 2      | 0           | 2 − 2                     |
| Totaal              | 6               | 0             | 4      | 2           | 3 − 6                     |

Wedstrijden bepaald door strafschoppen worden, in lijn met de FIFA, als een gelijkspel gerekend.